# جويل كارول
جويل كارول (بالإنجليزية: Joel Carroll) هو لاعب هوكي الحقل أسترالي، ولد في 11 سبتمبر 1986 في داروين في أستراليا.

## وصلات خارجية
- جويل كارول على موقع الاتحاد الدولي للهوكي (الإنجليزية)
- جويل كارول على موقع اللجنة الأولمبية الدولية (الإنجليزية)
- جويل كارول على موقع أوليمبيديا (الإنجليزية)
- جويل كارول على موقع اللجنة الأولمبية الأسترالية (الإنجليزية)
- جويل كارول على موقع اتحاد ألعاب الكومنولث (مؤرشف) (الإنجليزية)